# КК Тајгерс Тибинген
КК Тајгерс Тибинген је немачки кошаркашки клуб из Тибингена. Из спонзорских разлога име клуба гласи Валтер Тајгерс Тибинген. Тренутно се такмиче у Бундеслиги Немачке.

## Историја
Клуб је основан 1952. године, а први пут је заиграо у Бундеслиги у сезони 1992/93. Међутим, већ након једне сезоне вратио се у нижи ранг, да би се 2001. године поново вратио у Бундеслигу на једну сезону. Од 2004. је редован члан Бундеслиге. Није успео ниједном да стигне до плеј-офа.

## Познатији играчи
- Рашко Катић
- Реџи Рединг
- Ромео Травис
- Дејкван Кук